# Wéber Antal (irodalomtörténész)
Wéber Antal (Vértesboglár, 1929. június 9. – 2012. március 18.) magyar irodalomtörténész, egyetemi tanár. A Magyar Irodalomtörténeti Társaság alelnöke volt.

## Életpályája
Egyetemi tanulmányait a Pázmány Péter Tudományegyetemen kezdte meg. 1947–1952 között az Eötvös Loránd Tudományegyetem Bölcsészettudományi Kar magyar–angol szakos hallgatója. 1953–1956 között a Magyar Tudományos Akadémia aspiránsa. 1956-tól az ELTE BTK felvilágosodás- és reformkori magyar irodalomtörténeti tanszékének adjunktusa és docense, 1975–1999 között egyetemi tanára, 1983–1994 között tanszékvezetője. 1963–1971 között a Kritika folyóirat szerkesztője. 1978–1980 között a Bécsi Egyetem Finnugor Intézetének vendégprofesszora. 1999-ben nyugdíjba vonult. 2000-ig a Magyar Tudományos Akadémia Irodalomtudományi Bizottságának tagja, az Irodalomtörténet szerkesztőbizottsági tagja.

## Magánélete
1957-ben házasságot kötött Páldeák Éva irodalomtanárral. Egy lányuk született: Katalin (1963).

## Művei
- Az elbeszélő próza néhány sajátossága a reformkor elején. (Irodalomtörténet, 1959)
- Regényirodalmunk néhány kérdéséről. (Kortárs, 1959)
- A magyar társadalomkritikai regény őse: „A Bélteky-ház.” Fáy András regénye. (Filológiai Közlöny, 1959)
- A magyar regény kezdetei. Fejezetek a magyar regény történetéből. Monográfia és kand. értek. is. (Irodalomtörténeti Könyvtár. 5. Bp., 1959)
- Mikszáth ars poeticájáról. (Irodalomtörténet, 1960)
- Esztétikai műveltségünk eredetéről. (Irodalomtörténet, 1962)
- Gondolatok Illyés Gyula drámájáról. (Kortárs, 1963)
- La prose hongroise et l’influence de la littérature sentimentale d’Europe occidentale. (Littérature hongroise – littérature européenne. Bp., 1964)
- Irodalomkritikánk 1956 után. (Kritika, 1964. 10.)
- Az Új Írás arculatáról. (Társadalmi Szemle, 1965)
- A magyar próza két évtizede. (Kortárs, 1965)
- Lenau und das zeitgenössische Ungarn. (Lenau-Almanach. Wien, 1966)
- A propos des problèmes théoriques et historiques du style sentimental. (Acta Litteraria, 1966)
- A szentimentális stílusirány elméleti és történeti kérdéseiről. (Irodalomtörténeti Közlemények, 1967)
- Erdélyi János irodalomszemlélete. (Irodalomtörténeti Közlemények, 1968)
- A Dózsa-ábrázolás hagyománya és időszerűsége. (Kritika, 1968. 12.)
- Prózairodalmunk válaszúton. (Kritika, 1969. 7.)
- Irodalomtudományunk 25 esztendeje. – A romantika vége. Kemény Zsigmond regényeiről. (Irodalomtörténet, 1970)
- A szentimentalizmus; bev., vál. Wéber Antal, közrem. Padányi Klára, Kocztur Gizella, Mádl Antal; Gondolat, Bp., 1971
- Petőfi tüze. Tanulmányok Petőfi Sándorról; szerk. Tamás Anna, Wéber Antal; Kossuth–Zrínyi, Bp., 1972
- Mesterség és alkotás. Tanulmányok a felvilágosodás és a reformkor magyar irodalmáról; szerk. Mezei Márta, Wéber Antal; Szépirodalmi, Bp., 1972
- Irodalmi irányok, távlatból. Fejezetek a felvilágosodás és a reformkor irodalmának történetéből; Szépirodalmi, Bp., 1974
- Petőfi-mozaik; szerk. Paál Rózsa, Wéber Antal; Tankönyvkiadó, Bp., 1975
- Szöveggyűjtemény a reformkorszak irodalmából.Egyetemi segédkönyv; főszerk. Pándi Pál, szerk. Csetri Lajos, Wéber Antal; Tankönyvkiadó, Bp., 1981
- Toldy Ferenc; Akadémiai, Bp., 1986 (A múlt magyar tudósai)
- Kolozsvári Grandpierre Emil; Akadémiai, Bp., 1986 (Kortársaink)
- Jókai Mór; Elektra Kiadóház, Bp., 2001 (Élet-kép sorozat)
- Magyarország 1514-ben és 1848-ban. Történelmi regény vagy regényes történelem; Argumentum, Bp., 2011 (Irodalomtörténeti füzetek)

## Díjai, kitüntetései
- Az irodalomtudományok kandidátusa (1958)
- A Munka Érdemrend ezüst fokozata (1970)
- Az irodalomtudományok doktora (1975)